# 克里夫斯島
克里夫斯島（英語：Krivus Island），是南極洲的島嶼，屬於比斯科群島中皮特群島的一部分，長0.92公里、寬1.06公里，處於瓦貢迪島西南面1.15公里、京格爾島以西1.23公里、坦布拉島西北面0.73公里、韋勒島以北0.91公里和斯諾德格拉斯島以東2.05公里，現時由南極條約體系管理。